# Rosteig
Rosteig település Franciaországban, Bas-Rhin megyében. Lakosainak száma 471 fő (2022. január 1.). Rosteig Soucht, Puberg, Volksberg, Wingen-sur-Moder és Zittersheim községekkel határos.

## Népesség
A település népessége az elmúlt években az alábbi módon változott:
| Lakosok száma | 585  | 558  | 555  | 537  | 530  | 522  | 505  | 488  | 471  |
|               | 2013 | 2015 | 2016 | 2017 | 2018 | 2019 | 2020 | 2021 | 2022 |